# Evangeliarium
Et evangeliarium (også kaldet evangeliebog) er en liturgisk bog, der indeholder teksterne i de fire evangelier. ,
Selv om hele Bibelen indenfor kristendommen anses som en hellig bog, har Evangelierne en særstilling, fordi de anses at indeholde Kristi egne ord. Der er derfor tradition for helt tilbake til oldkirken at fremstille egne bøger, der kun indeholder evangelieteksterne. I nogle kirker, særlig den katolske og den ortodokse, er det sædvanligt, at evangeliebogen bæres i prosession, og at man ved enkelte anledninger velsigner menigheden med den. Før oplæsningen fra Evangeliene under ordets liturgi er det også i disse kirker sædvanligt at incensere bogen.